# Incaspiza ortizi
Incaspiza ortizi là một loài chim trong họ Thraupidae.